# Гафурзянова Камілла Юсуфівна
Камілла Гафурзянова    (рос. Камилла Юсуфовна Гафурзянова, 18 травня 1988) — російська фехтувальниця, олімпійська медалістка.

## Виступи на Олімпіадах
| Олімпіада   | Дисципліна       | Місце |
| ----------- | ---------------- | ----- |
| Лондон 2012 | рапіра, особисті | =9    |
| Лондон 2012 | рапіра, командні | 2     |

## Зовнішні посилання
- Досьє на sport.references.com [Архівовано 13 грудня 2012 у Wayback Machine.]